# Engenheiro Marsilac
Engenheiro Marsilac é um bairro pertencente ao distrito de Marsilac, na Zona Sul de São Paulo, abrangida pela subprefeitura de Parelheiros. A denominação do bairro é uma homenagem ao engenheiro ferroviário José Alfredo de Marsillac (1904 - 1985) 
O bairro, segundo a Folha, é um dos que possuem maior proporção de população masculina na capital paulistana.

## Vias de acesso
O acesso ao bairro é feito pela Estrada Engenheiro Marsilac, vindo via Parelheiros. E pela Estrada Mathias Schimidt e Estrada do Cipó, vindo via Embu-Guaçu .

## Clima
O bairro de Engenheiro Marsilac se encontra a beira da Serra do Mar no extremo-sul da cidade de São Paulo, por esse motivo é um dos pontos recordistas de baixas temperaturas em toda a Região Metropolitana de São Paulo. Em uma onda de geada, Engenheiro Marsilac registrou impressionantes -3ºC na madrugada de 30 de Julho de 2021 . Superando os -2,3ºC do distrito na madrugada de 20 de Julho de 2021 .